# 트리퍼 사운드
트리퍼 사운드(Tripper Sound)는 대한민국의 음반사이다.

## 소속 아티스트
- 폰부스
- 24Hours
- 제8극장
- 보이즈인더키친